# TOKYOラッシュアワー
TOKYOラッシュアワー（とうきょうラッシュアワー）は、2014年4月18日（4月17日深夜）から同年9月19日（9月18日深夜）まで、金曜0:35-0:50（木曜24:35-24:50）に放送されていたフジテレビ「第8地区・エリア2第1部」の番組である。

## 概要
2013年の「THE MANZAI2013」のグランプリに輝いた上方漫才のコンビ・ウーマンラッシュアワーが、そのグランプリの特典として「フジテレビの冠番組の出演権」が与えられたことにより、司会を務める。
ウーマンラッシュアワーが東京都心23区を毎週1区ずつ訪れて、それぞれの区の特徴を生かしたミッションに挑むさまを描く。また、「THE MANZAI 2013」のコンクール認定漫才師などのゲストも出演する。

## 出演者
- ウーマンラッシュアワー（村本大輔・中川パラダイス）

## ネット局
| 放送対象地域   | 放送局             | 系列           | 放送日時                               | 放送開始日    | 遅れ       | 備考  |
| -------------- | ------------------ | -------------- | -------------------------------------- | ------------- | ---------- | ----- |
| 関東広域圏     | フジテレビ         | フジテレビ系列 | 金曜 0:35 - 0:50（木曜 24:35 - 24:50） | 2014年4月18日 | 制作局     |       |
| 岩手県         | 岩手めんこいテレビ | フジテレビ系列 | 金曜 0:35 - 0:50（木曜 24:35 - 24:50） | 2014年4月18日 | 同時ネット |       |
| 宮城県         | 仙台放送           | フジテレビ系列 | 金曜 0:35 - 0:50（木曜 24:35 - 24:50） | 2014年4月18日 | 同時ネット |       |
| 山形県         | さくらんぼテレビ   | フジテレビ系列 | 金曜 0:35 - 0:50（木曜 24:35 - 24:50） | 2014年4月18日 | 同時ネット |       |
| 長野県         | 長野放送           | フジテレビ系列 | 金曜 0:35 - 0:50（木曜 24:35 - 24:50） | 2014年4月18日 | 同時ネット |       |
| 岡山県・香川県 | 岡山放送           | フジテレビ系列 | 金曜 0:35 - 0:50（木曜 24:35 - 24:50） | 2014年4月18日 | 同時ネット |       |
| 近畿広域圏     | 関西テレビ         | フジテレビ系列 | 火曜 2:55 - 3:12（月曜 26:55 - 27:12） | 2014年4月22日 | 11日遅れ   |       |
| 北海道         | 北海道文化放送     | フジテレビ系列 | 日曜 2:00 - 2:15（土曜 26:00 - 26:15） | 2014年4月24日 | 8日遅れ    |       |
| 広島県         | テレビ新広島       | フジテレビ系列 | 金曜 1:30 - 1:45（木曜 25:30 - 25:45） | 2014年4月25日 | 7日遅れ    |       |
| 福井県         | 福井テレビ         | フジテレビ系列 | 土曜 0:50 - 1:05（金曜 24:50 - 25:05） | 2014年4月26日 | 8日遅れ    | [ 2 ] |
| 島根県・鳥取県 | 山陰中央テレビ     | フジテレビ系列 | 日曜 2:00 - 2:15（土曜 26:00 - 26:15） | 2014年4月27日 | 9日遅れ    |       |
| 沖縄県         | 沖縄テレビ         | フジテレビ系列 | 土曜 1:20 - 1:35（金曜 25:20 - 25:35） | 2014年5月3日  | 15日遅れ   |       |

## スタッフ
- 構成：大平尚志、酒井義文、長谷川優
- 美術プロデューサー：佐々木順子
- 美術進行：林勇
- TP：高瀬義美
- CAM：河野昌寿、小出豊、大内良太
- 音声：加瀬悦史
- CG：鈴木鉄平
- 音響効果：大平拓也
- 編集：渡邉実、笹原陽一、檜山勉
- MA：鈴木久美子、山岸慎一郎
- TK：海老澤廉子
- デスク：高畑知恵子
- スタイリスト：神山トモ
- 美術協力：フジアール
- 技術協力：ニューテレス、IMAGICA、4-Legs
- 制作協力：αgrid、PLATFORM.inc
- 協力：レイコップ・ジャパン株式会社
- 広報：瀬田裕幸
- FD：飛田竜平
- ディレクター：有川崇、原武範、福山晋司、牛窪真二、新井孝輔、筧大輝
- 監修：藪木健太郎（以前は、演出）
- プロデューサー：朝妻一、仲村孝明
- チーフプロデューサー：中嶋優一
- 制作：フジテレビバラエティ制作部
- 制作著作：フジテレビ